# Lane Hutson
Lane Hutson (* 14. února 2004) je profesionální americký hokejový obránce týmu Montreal Canadiens. Byl draftován v roce 2022 ve 2. kole jako 62. celkově.

## Hráčská kariéra

### Profesionální kariéra

#### 2023/2024
Dne 12. dubna 2024 podepsal Hutson tříletý nováčkovský kontrakt s Montrealem. V NHL debutoval hned 3 dny poté, 15 dubna, v utkání proti Detroitu. Během svého premiérového utkání si připsal asistenci.

#### Průlomový ročník 2024/2025
Před sezónou 2024/25 si Hutson zajistil stálé místo na soupisce Canadiens. Během prvních 28 utkání ročníku si připsal 19 bodů, včetně bodové série sedmi po sobě jdoucích zápasů, čímž stanovil nový rekord organizace v délce série bodů od nováčka na postu obránce, když překonal Glena Harmon a Chrise Cheliose.
Dne 14. prosince 2024 vstřelil Hutson svůj první gól v NHL do sítě Winnipeg Jets a stal se třetím nováčkem v historii organizace, který dosáhl na metu 20 bodů v prvních 30 zápasech sezóny. V prosinci 2024 byl vyhlášen nováčkem měsíce, když zaznamenal 13 bodů ve 14 zápasech.
Dne 14. ledna si Hutson proti Utahu připsal 3 asistence a stal se tak čtvrtým obráncem v historii Canadiens, který před dovršením 20 let zaznamenal v jednom zápase 3 asistence a připojil se tak k Petru Svobodovi, Éricu Desjardinsovi a Mathieu Schneiderovi. Krátce nato se vyrovnal Barrymu Beckovi jako jedinému nováčkovi na postu obránce v historii ligy, který si připsal 2 body alespoň v sedmi po sobě jdoucích zápasech. Dne 19. ledna si proti New York Rangers Hutson připsal 35. asistenci v sezóně, čímž vyrovnal Toma Kurverse, který si v dresu Montrealu stejný počet asistencí připsal v jeho nováčkovském ročníku 1984/85. O dva dny později, 21. ledna, se připojil k Shaynu Gostisbeherovi, když jako teprve druhý nováček v historii NHL zaznamenal asistenci v alespoň devíti po sobě jdoucích utkáních. Na konci února se stal prvním nováčkem na postu obránce, který nasbíral 40 asistencí v méně než 60 utkáních od sezóny 1991/1992, kdy to dokázal Nicklas Lidström.
Dne 27. března 2025 zaznamenal Hutson 50. asistenci v ročníku, čehož naposledy dosáhl Gary Suter v sezóně 1985/1986. V březnu byl podruhé v kariéře zvolen nováčkem měsíce.
Dne 1. dubna si během utkání proti Floridě Hutson připsal 3 asistence a stal se desátým nováčkem v historii NHL, který ve své premiérové sezóně dosáhl na metu 60 bodů, zároveň také vytvořil rekord organizace v počtu asistencí nováčka na postu obránce, když svými 57 asistencemi překonal 55 nahrávek dosavadního držitele rekordu, Chrise Cheliose. O dva týdny později, 15. dubna, Hutson stanovil také rekord organizace v počtu bodů v jedné sezóně zaznamenaných nováčkem na postu obránce.
Dne 10. června 2025 se Hutson stal vítězem Calder Memorial Trophy pro nejlepšího nováčka sezóny, čímž se stal prvním hráčem Montrealu od roku 1972, který tuto trofej získal.

## Prvenství

### NHL
- Debut – 15. dubna 2024 (Montreal Canadiens proti Detroit Red Wings)
- První gól – 14. prosince 2024 (Winnipeg Jets proti Montreal Canadiens, brankáři Connoru Hellebuyckovi)
- První asistence – 15. dubna 2024 (Montreal Canadiens proti Detroit Red Wings)

## Milníky v NHL
- 3. nováček v historii Montrealu, který dosáhl na metu 20 bodů v prvních 30 utkáních ročníku – 14. prosince 2024 (Winnipeg Jets proti Montreal Canadiens)[4]
- 4. obránce v historii Montrealu, který před dovršením 20 let zaznamenal 3 asistence v jednom utkání – 14. ledna 2025 (Utah Hockey Club proti Montreal Canadiens)[6]
- 2. nováček na postu obránce v historii NHL, který si připsal 2 body v sedmi po sobě jdoucích zápasech – 18. ledna 2025 (Montreal Canadiens proti Toronto Maple Leafs)[6]
- 2. nováček na postu obránce v historii NHL, který si připsal asistenci v devíti po sobě jdoucích zápasech – 21. ledna 2025 (Montreal Canadiens proti Tampa Bay Lightning)[8]
- 1. nováček na postu obránce od sezóny 1991/92, který nasbíral 40 asistencí v méně než 60 utkáních – 27. února 2025 (Montreal Canadiens proti San Jose Sharks)[9]
- 1. nováček na postu obránce od sezóny 1985/86, který nasbíral 50 asistencí v jednom ročníku – 27. března 2025 (Philadelphia Flyers proti Montreal Canadiens)[10]
- 10. nováček na postu obránce v historii NHL, který si připsal 60 bodů v jednom ročníku – 1. dubna 2025 (Montreal Canadiens proti Florida Panthers)[12]
- 1. nováček na postu obránce v historii Montrealu, který si připsal 57 asistencí v jednom ročníku – 1. dubna 2025[13]
- 1. nováček na postu obránce v historii Montrealu, který si připsal 65 bodů v jednom ročníku – 15. dubna 2025 (Montreal Canadiens proti Chicago Blackhawks)[14]

## Statistiky

### Klubové statistiky
| Sezóna      | Klub                 | Soutěž      |    | Základní část | Základní část | Základní část | Základní část | Základní část |   | Play off | Play off | Play off | Play off | Play off |
| Sezóna      | Klub                 | Soutěž      | Z  | G             | A             | B             | TM            | Z             | G | A        | B        | TM       |          |          |
| 2020/21     | USNTDP               | USHL        | 39 | 4             | 15            | 19            | 16            | —             | — | —        | —        | —        |          |          |
| 2021/22     | USNTDP               | USHL        | 60 | 10            | 53            | 63            | 51            | —             | — | —        | —        | —        |          |          |
| 2022/23     | Bostonská univerzita | NCAA        | 39 | 15            | 33            | 48            | 26            | —             | — | —        | —        | —        |          |          |
| 2023/24     | Bostonská univerzita | NCAA        | 38 | 15            | 34            | 49            | 24            | —             | — | —        | —        | —        |          |          |
| 2023/24     | Montreal Canadiens   | NHL         | 2  | 0             | 2             | 2             | 0             | —             | — | —        | —        | —        |          |          |
| 2024/25     | Montreal Canadiens   | NHL         | 82 | 6             | 60            | 66            | 34            | 5             | 0 | 5        | 5        | 0        |          |          |
| NHL celkově | NHL celkově          | NHL celkově | 84 | 6             | 62            | 68            | 34            | 5             | 0 | 5        | 5        | 0        |          |          |

### Reprezentační statistiky
| Rok                            | Tým                            | Soutěž                         | Z  | G | A  | B  | TM |
| ------------------------------ | ------------------------------ | ------------------------------ | -- | - | -- | -- | -- |
| 2020                           | USA                            | OHM                            | 4  | 1 | 1  | 2  | 0  |
| 2021                           | USA 18                         | MS18                           | 5  | 0 | 5  | 5  | 0  |
| 2022                           | USA 18                         | MS18                           | 6  | 0 | 8  | 8  | 4  |
| 2023                           | USA 20                         | MSJ                            | 7  | 1 | 3  | 4  | 2  |
| 2023                           | USA                            | MS                             | 9  | 2 | 4  | 6  | 2  |
| 2024                           | USA 20                         | MSJ                            | 7  | 0 | 6  | 6  | 14 |
| Juniorská reprezentace celkově | Juniorská reprezentace celkově | Juniorská reprezentace celkově | 29 | 2 | 23 | 25 | 20 |
| Seniorská reprezentace celkově | Seniorská reprezentace celkově | Seniorská reprezentace celkově | 9  | 2 | 4  | 6  | 2  |